# XVI Governo Constitucional de Portugal
O XVI Governo Constitucional de Portugal foi formado com base na maioria parlamentar constituída pelo Partido Social Democrata e pelo Partido Popular e chefiado por Pedro Santana Lopes, resultante das eleições de 2002 e iniciou o seu mandato a 17 de julho de 2004. Cessou o seu mandato em 12 de março de 2005, com a dissolução da Assembleia da República pelo Presidente da República Jorge Sampaio.

## Composição

### Ministros[2]
A sua constituição era a seguinte:
Legenda de cores
| Cargo                                                                           | Detentor | Detentor                         | Detentor | Período                                        |
| ------------------------------------------------------------------------------- | -------- | -------------------------------- | -------- | ---------------------------------------------- |
| Primeiro-Ministro                                                               |          | Pedro Santana Lopes (1956–)      |          | 17 de julho de 2004 a 12 de março de 2005      |
| Ministro de Estado, das Atividades Económicas e do Trabalho                     |          | Álvaro Barreto (1936–2020)       |          | 17 de julho de 2004 a 12 de março de 2005      |
| Ministro de Estado, da Defesa Nacional e dos Assuntos do Mar                    |          | Paulo Portas (1962–)             |          | 17 de julho de 2004 a 12 de março de 2005      |
| Ministro de Estado e da Presidência                                             |          | Nuno Morais Sarmento (1961–)     |          | 17 de julho de 2004 a 12 de março de 2005      |
| Ministro das Finanças e da Administração Pública                                |          | António Bagão Félix (1948–)      |          | 17 de julho de 2004 a 12 de março de 2005      |
| Ministro dos Negócios Estrangeiros e das Comunidades Portuguesas                |          | António Monteiro (1944–)         |          | 17 de julho de 2004 a 12 de março de 2005      |
| Ministro da Administração Interna                                               |          | Daniel Sanches (1949–)           |          | 17 de julho de 2004 a 12 de março de 2005      |
| Ministro das Cidades, Administração Local, Habitação e Desenvolvimento Regional |          | José Luís Arnaut (1963–)         |          | 17 de julho de 2004 a 12 de março de 2005      |
| Ministro da Justiça                                                             |          | José Pedro Aguiar-Branco (1957–) |          | 17 de julho de 2004 a 12 de março de 2005      |
| Ministro da Agricultura, Pescas e Florestas                                     |          | Carlos Costa Neves (1954–)       |          | 17 de julho de 2004 a 12 de março de 2005      |
| Ministra da Educação                                                            |          | Maria do Carmo Seabra (1955–)    |          | 17 de julho de 2004 a 12 de março de 2005      |
| Ministra da Ciência, Inovação e Ensino Superior                                 |          | Graça Carvalho (1955–)           |          | 17 de julho de 2004 a 12 de março de 2005      |
| Ministro da Saúde                                                               |          | Luís Filipe Pereira (1944–)      |          | 17 de julho de 2004 a 12 de março de 2005      |
| Ministro da Segurança Social, da Família e da Criança                           |          | Fernando Negrão (1955–)          |          | 17 de julho de 2004 a 12 de março de 2005      |
| Ministro das Obras Públicas, Transportes e Comunicações                         |          | António Mexia (1957–)            |          | 17 de julho de 2004 a 12 de março de 2005      |
| Ministra da Cultura                                                             |          | Maria João Bustorff (1950–)      |          | 17 de julho de 2004 a 12 de março de 2005      |
| Ministro do Ambiente e do Ordenamento do Território                             |          | Luís Nobre Guedes (1955–)        |          | 17 de julho de 2004 a 12 de março de 2005      |
| Ministro do Turismo                                                             |          | Telmo Correia (1960–)            |          | 17 de julho de 2004 a 12 de março de 2005      |
| Ministro-Adjunto do Primeiro-Ministro                                           |          | Henrique Chaves (1951–)          |          | 17 de julho de 2004 a 24 de novembro de 2004   |
| Ministro-Adjunto do Primeiro-Ministro                                           |          | Rui Gomes da Silva (1958–)       |          | 24 de novembro de 2004 a 12 de março de 2005   |
| Ministro dos Assuntos Parlamentares                                             |          | Rui Gomes da Silva (1958–)       |          | 17 de julho de 2004 a 24 de novembro de 2004   |
| Ministro da Juventude, Desporto e Reabilitação                                  |          | Henrique Chaves (1951–)          |          | 24 de novembro de 2004 a 2 de dezembro de 2004 |

### Secretários de Estado[2]
Presidência do Conselho de Ministros
- Secretário de Estado da Presidência do Conselho de Ministros: Sofia Galvão
- Secretário de Estado dos Assuntos Parlamentares: António Montalvão Machado
- Secretário de Estado Adjunto do Ministro-Adjunto do Primeiro-Ministro: Feliciano Barreiras Duarte
- Secretário de Estado da Juventude: Pedro Loureiro
- Secretário de Estado do Desporto e Reabilitação: Hermínio Loureiro

Ministério das Atividades Económicas e do Trabalho
- Secretário de Estado Adjunto e do Trabalho: Luís Pais Antunes
- Secretário de Estado do Desenvolvimento Económico: Manuel de Lencastre
- Secretário de Estado da Indústria, Comércio e Serviços: Graça Proença de Carvalho

Ministério da Defesa Nacional e dos Assuntos do Mar
- Secretário de Estado da Defesa e Antigos Combatentes: José Manuel Pereira da Costa
- Secretário de Estado para os Assuntos do Mar: Nuno Fernandes Thomaz

Ministério das Finanças e da Administração Pública
- Secretário de Estado do Orçamento: Manuel Ferreira Teixeira
- Secretário de Estado dos Assuntos Fiscais: Orlando Caliço
- Secretário de Estado do Tesouro e Finanças: Miguel Morais Leitão
- Secretário de Estado da Administração Pública: Rosário Águas

Ministério dos Negócios Estrangeiros e das Comunidades Portuguesas
- Secretário de Estado dos Negócios Estrangeiros e Cooperação: Henrique de Freitas
- Secretário de Estado dos Assuntos Europeus: Mário David
- Secretário de Estado das Comunidades Portuguesas: Carlos Alberto Gonçalves

Ministério da Administração Interna
- Secretário de Estado Adjunto do Ministro da Administração Interna: Paulo Pereira Coelho
- Secretário de Estado da Administração Interna: Nuno Magalhães

Ministério da Justiça
- Secretário de Estado Adjunto do Ministro da Justiça: Paulo Rangel
- Secretário de Estado da Justiça: Miguel Macedo
- Secretário de Estado da Administração Judiciária: António Rodrigues Ribeiro

Ministério das Cidades, Administração Local, Habitação e Desenvolvimento Regional
- Secretário de Estado da Administração Local: José Cesário
- Secretário de Estado do Desenvolvimento Regional: José Eduardo Martins

Ministério da Agricultura, Pescas e Florestas
- Secretário de Estado Adjunto do Ministro da Agricultura, Pescas e Florestas: Carlos Duarte de Oliveira
- Secretário de Estado da Agricultura e Alimentação: David Geraldes
- Secretário de Estado das Florestas: Luís Pires Pinheiro

Ministério da Educação
- Secretário de Estado Adjunto e da Administração Educativa: José Manuel Canavarro
- Secretário de Estado da Educação: Diogo Feio

Ministério da Saúde
- Secretário de Estado Adjunto do Ministro da Saúde: Mário Patinha Antão
- Secretário de Estado da Saúde: Regina Bastos

Ministério da Ciência, Inovação e Ensino Superior
- Secretário de Estado da Ciência e Inovação: Pedro Sampaio Nunes

Ministério da Cultura
- Secretário de Estado dos Bens Culturais: José Amaral Lopes
- Secretário de Estado das Artes e Espetáculos: Teresa Caeiro

Ministério da Segurança Social, da Família e da Criança
- Secretário de Estado Adjunto do Ministro da Segurança Social, da Família e da Criança: Marco António Costa

Ministério das Obras Públicas, Transportes e Comunicações
- Secretário de Estado Adjunto e das Obras Públicas: Jorge Costa
- Secretário de Estado dos Transportes e Comunicações: Jorge Borrego

Ministério do Ambiente e do Ordenamento do Território
- Secretário de Estado Adjunto do Ministro do Ambiente e Ordenamento do Território: Jorge Moreira da Silva

Ministério do Turismo
- Secretário de Estado Adjunto do Ministro do Turismo: Carlos Martins